# Famille Bellier de La Chavignerie
Pour les articles homonymes, voir Bellier.
La famille Bellier de La Chavignerie est une famille d'ancienne bourgeoisie française, originaire  d'Eure-et-Loir. Elle est honorablement connue dans la bourgeoisie du Maine et de l'Orléanais, pour ses membres militaires et ses trois frères érudits ; un entomologiste, un historien d'art et un juriste conservateur du musée des Beaux-Arts de Chartres.
Cette famille s'est éteinte en 1948 ou 1956.

## Histoire
Gustave Chaix d'Est-Ange écrit en 1904 qu' « on ignore si [cette famille] est la même que celle d'Alexandre Bellier du Chesnay, conseiller du roi, lieutenant particulier au bailliage et siège présidial de Chartres, qui fit enregistrer son blason à l'Armorial général de 1696… ».
Tandis, qu'en 1858, l'historien Eugène de Buchère de Lépinois rapportait que selon des documents communiqués par M. Émile Bellier de La Chavignerie, la famille « du pays chartrain peut revendiquer l'honneur de la parenté avec Pierre Nicole. Jean-Baptiste Bellier, sieur des Creunes, de Brulon et de la Chesnaye, de la panneterie de la Reine-mère, mort en 1649, avait épousé en secondes noces Jeanne Nicole, propre tante du célèbre théologien. Leur fils, Jean-Baptiste Bellier, survivancier de son père [et] mort en 1685, était le trisaïeul de M. François-Jean-Baptiste Bellier de la Chavignerie, aujourd'hui vice-président du Tribunal civil de Chartres ».

## Héraldique
Selon Jean-Baptiste Rietstap le blason de la famille est :

De sable au chevron d'argent accompagné de trois gerbes d’or,.

## Personnalités
- Eugène Bellier de La Chavignerie (1819-1888), avocat, entomologiste[5] ;
- Émile Bellier de La Chavignerie (1821-1871), historien de l'art français, (frère du précédent) a laissé des ouvrages estimés[1];
- François-Philippe Bellier de la Chavignerie (1828-1906) né à Chartres (frère des deux précédents), juriste, peintre paysagiste formé auprès de Jules Achille Noël, exposant au Salon de Paris entre 1864 et 1880 et conservateur du musée des Beaux-Arts de Chartres[6],[7] ; en 1875, il est l'éditeur de la deuxième version du catalogue du musée, réalisé par son frère Émile avant sa mort en 1871, puis l'auteur de la quatrième édition de 1893 ;
- Albert Bellier de la Chavignerie (1903-1926), petit-fils du précédent, militaire, lieutenant au 63e régiment des tirailleurs marocains, chevalier de la Légion d'honneur, croix de guerre des Théâtres d'opérations extérieurs, mort au combat en mai 1926 à Aït Ikor près de Targuist[8] lors des combats contre Abdelkrim el-Khattabi.

## Pour approfondir